# Rebecca Love

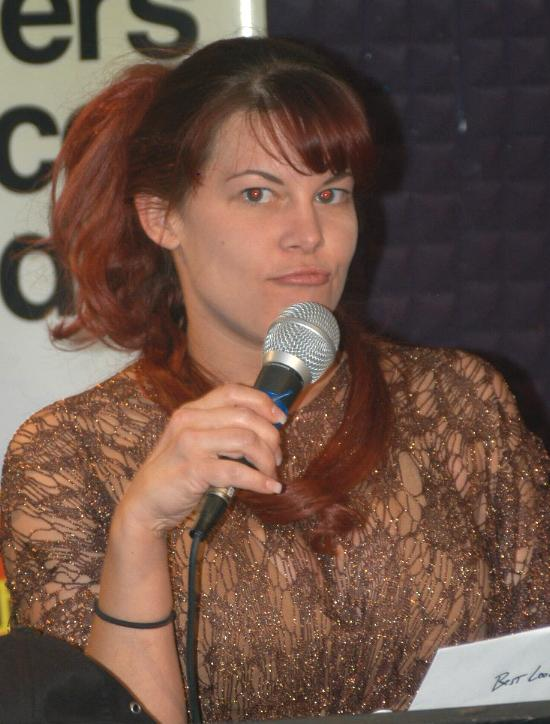
Rebecca Love bei den KSEXradio Listener Choice Awards 2005

Rebecca Love (* 30. März 1977 in Richmond, Virginia) ist eine US-amerikanische Schauspielerin und ehemalige Pornodarstellerin.

## Leben
Sie wuchs in Upstate New York auf. Nach dem Highschool-Abschluss zog sie nach Florida.

## Karriere
Einen ersten Auftritt in einem Pornofilm hatte sie bereits 1999 im Film „Beaver Hunt 6“ für das Studio Vivid Entertainment. Es folgten jedoch keine weiteren Filme, sondern sie konzentrierte sich zunächst auf eine Karriere als Striptease-Tänzerin.
Laut der Internet Adult Film Database spielte sie in insgesamt 80 Filmen mit. Darunter in Produktionen für die Studios Vivid Entertainment, Hustler, Wicked Pictures, Jill Kelly Productions und Digital Playground. Unter anderem war sie im sechsfach ausgezeichneten Film „Camp Cuddly Pines Powertool Massacre“ zu sehen und erhielt 2005 eine Nominierung für den AVN Award in der Kategorie Best Oral Sex Scene - Film für ihr Auftreten mit Tony Tedeschi im Film „The 8th Sin“.
Über ihre Erfahrungen in der Pornoindustrie veröffentlichte sie 2011 ein Buch mit elf Kurzgeschichten.
2005 war sie in ihrem ersten Erotikfilm für das Fernsehen zu sehen: „The Witches of Breastwick 2“ von Jim Wynorski. In den folgenden Jahren wurde sie für mehrere Rollen in Erotikfilmen für das Nachtprogramm von Cinemax und HBO gebucht, darunter sieben Filme von Fred Olen Ray und vier von Jim Wynorski.

## Filmografie (Auswahl)
- 1999: Beaver Hunt 6
- 2002: Beyond Reality 6
- 2003: The Assignment
- 2004: The 8th Sin
- 2005: Camp Cuddly Pines Powertool Massacre
- 2005: The Witches of Breastwick 2
- 2006: Ghost in a Teeny Bikini
- 2006: Bikini Pirates
- 2006: Bikini Girls from the Lost Planet
- 2006: Jack’s Big Tit Show 2
- 2007: Bewitched Housewives
- 2007: The Girl from B.I.K.I.N.I.
- 2009: Cleavagefield
- 2010: Housewives from Another World
- 2010: Bikini Jones and the Temple of Eros
- 2010: The Hills Have Thighs
- 2011: Sexy Wives Sindrome